# 三味長老

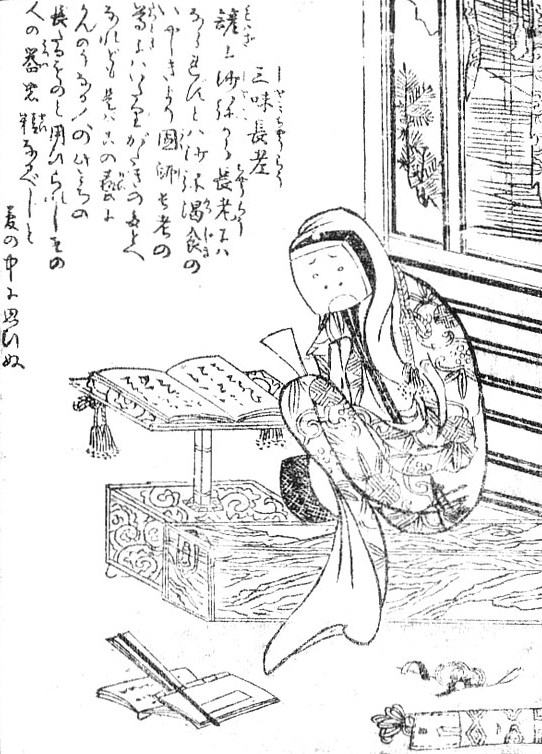
鳥山石燕『百器徒然袋』より「三味長老」

三味長老（しゃみちょうろう）は、鳥山石燕による江戸時代の妖怪画集『百器徒然袋』にある日本の妖怪。
石燕による三味長老の解説文では、「是はこの芸にかんのうなる人の此みちに長たるものと用ひられしその人の器（うつは）の精なるべし」とあり、かつて名人に使われていた三味線が打ち捨てられ、妖怪化したものであると考えられている。また「沙弥（しゃみ）から長老にはなられず」という、順序を踏まずに上位にはなれないことを意味する諺も解説文の書き出しで引き合いに出されていることから「沙弥（しゃみ）」と「三味線（しゃみせん）」の掛詞と、『徒然草』第百三十四段にある三昧僧の話にある「不堪の芸を持ちて堪能の座に列り」などの文から発想された石燕の創作であると見られる。
浮世絵師・月岡芳年は錦絵『百器夜行』（1865年）に石燕の三味長老を参考にしたと見られる絵を描いている。
水木しげるの著作では、三味長老とは沙弥が長年の末に長老になるのと同じくらい歳月を経た三味線が付喪神（器物が変化した妖怪）となったものだと解説している。